# Para (prefijo)
El prefijo para- es un extranjerismo derivado del griego παρά-, pará: ‘al margen de’, ‘junto a’ o ‘contra’. Indica que el sufijo de éste ha de referirse que está "contra él", "junto a él" o "al margen de él".
Algunos ejemplos de palabras que incluyen este prefijo son:
- Paranormal: está al margen de lo catalogado como normal, o en contra de lo que se considera normal;
- Paramilitar: personas u organismos que están al margen del reglamento militar.
- Paramédico: que tiene  relación con la medicina sin pertenecer propiamente a ella.
- Paráfrasis: es la explicación, con palabras propias, del contenido de un texto para aclarar y facilitar la asimilación de la información contenida en ese texto.
- Parafarmacia: establecimiento o sección de un establecimiento en que se venden productos que no son propiamente medicamentos.